# Episodi di Casa Vianello (undicesima stagione)
Questa è la lista degli episodi dell'undicesima stagione di Casa Vianello

## Lista episodi
| nº | Titolo episodio          | Data Prima TV    |
| -- | ------------------------ | ---------------- |
| 1  | Morto di sonno           | 20 gennaio 2002  |
| 2  | Italian style            | 27 gennaio 2002  |
| 3  | La corrida               | 3 febbraio 2002  |
| 4  | Sale grosso              | 10 febbraio 2002 |
| 5  | Balla balla ballerina    | 17 febbraio 2002 |
| 6  | Diario sentimentale      | 24 febbraio 2002 |
| 7  | Innamorato di Sandra     | 3 marzo 2002     |
| 8  | La tangenziale sud       | 10 marzo 2002    |
| 9  | L'anello mancante        | 17 marzo 2002    |
| 10 | Il predestinato          | 24 marzo 2002    |
| 11 | La cartomante            | 31 marzo 2002    |
| 12 | Lo stress emotivo        | 1º aprile 2002   |
| 13 | La reliquia              | 8 aprile 2002    |
| 14 | Cin cin                  | 14 aprile 2002   |
| 15 | Otto ore di sonno        | 21 aprile 2002   |
| 16 | Un matrimonio speciale   | 28 aprile 2002   |
| 17 | Amore ed elettronica     | 5 maggio 2002    |
| 18 | Nonno Raimondo           | 12 maggio 2002   |
| 19 | L'uomo coraggioso        | 19 maggio 2002   |
| 20 | La più bella dei Caraibi | 26 maggio 2002   |

## Morto di sonno
Sandra ha organizzato un incontro in casa sua con delle amiche di un'associazione benefica e coinvolge Raimondo nella loro attività. Questi però viene colto da fortissimi episodi di narcolessia, così Sandra decide di riunirsi altrove con le amiche per lasciar riposare il marito. Raimondo però, avendo campo libero, invita in casa sua la bella signora Isa per un tête-à-tête.

## Italian style
Nicola Pernove, l'onorevole che per tanti anni è stato vicino di casa dei Vianello, torna ad abitare nel loro palazzo dopo aver perso il seggio. L'uomo riprende subito i rapporti con Raimondo e gli racconta di aver organizzato un appuntamento con due belle ragazze islandesi, Tallulah e Gunilla, in modo da festeggiare in maniera piccante l'ultimo dell'anno. Allettato dalla notizia, Raimondo chiede a Nicola di potersi unire a lui, ma deve vedersela con Sandra, che ha invitato parecchi ospiti a casa per il cenone di Capodanno.

## La corrida
Il signor Mazza, consulente finanziario di Raimondo, gli propone di investire dei soldi in una corrida. Vianello non è molto convinto, ma quando scopre che Kate si è appassionata al folklore spagnolo, decide di accettare il consiglio e si fa spedire a casa un toro. La notizia dell'evento però scatena le proteste dell'Associazione Animalisti Infuriati, che si presenta nottetempo in casa Vianello chiedendo a Sandra di poter restare da loro per constatare che l'animale non venga maltrattato.

## Sale grosso
La tata è fuori per qualche settimana, così Sandra assume una domestica che la sostituisca durante l'assenza. La scelta ricade su Susy Wong, una ragazza filippina che in realtà vuole solo derubarli. Il fidanzato di Susy, un certo Gino, le consegna un pacco di shaboo, un potente stupefacente che lei deve spacciare utilizzando l'abitazione dei Vianello come luogo d'incontro. Siccome la droga è molto simile al sale grosso, Susy la nasconde in un barattolo della cucina, ma Sandra per sbaglio ne presta una tazza alla signora Menuconi, una vicina di casa.

## Balla balla ballerina
La signorina Alice è una ballerina che si è appena trasferita nel palazzo dei Vianello, ma non è vista di buon occhio dai condomini, che sono infastiditi dalle sue continue prove e la ritengono una poco di buono. Per mandarla via di casa, i vicini decidono di rivolgersi a Raimondo, pregandolo di parlare con la ragazza dall'alto della sua autorità. Raimondo però si lascia sedurre da Alice.

## Diario sentimentale
Per corteggiare Kate, Raimondo decide di scrivere un "diario sentimentale" in cui rivela alla ragazza tutti i suoi sentimenti. Sandra però scopre lo scritto e chiede spiegazioni al marito, che le racconta di dover scrivere il diario per motivi di lavoro. Le parole di Raimondo però non piacciono né a Kate né a Sandra, che decide di partecipare in prima persona alla stesura. Raimondo allora cerca di sfruttare la situazione a suo vantaggio.

## Innamorato di Sandra
Giulio Gasparini, un ragazzo ambizioso di sfondare nel mondo dello spettacolo, cerca in ogni modo di compiacere Raimondo per ottenere un lavoro. Questi però lo maltratta in continuazione con i suoi modi burberi e allora Gasparini cerca di attirarsi le simpatie di Raimondo fingendosi un ammiratore di Sandra in modo da allontanare per un po' la donna da casa.

## La tangenziale sud
Di fronte al palazzo dei Vianello sta per essere costruita una tangenziale, così Sandra e Raimondo acconsentono a ospitare in casa loro il signor Buzzetti, sovrintendente ai lavori, sperando di convincerlo ad abbandonare il progetto. Buzzetti però è un ospite molto invadente e Raimondo non sopporta le sue ingerenze, finché non propone a Buzzetti di prendere parte a un incontro che ha organizzato con due belle ragazze.

## L'anello mancante
La signora Vanessa, vicina di casa dei Vianello, è notoriamente infedele al marito Luigi ma siccome lui la controlla molto, la donna chiede in prestito la macchina di Raimondo per potersi incontrare con l'amante. Tornata a casa, Vanessa si accorge di aver lasciato la fede nuziale nell'auto ma quando si reca da Raimondo per chiedergli di poterla riprendere, scopre che l'auto è stata rubata. Poco dopo il ladro si mette in contatto con Raimondo chiedendogli un riscatto per la macchina, così l'uomo deve cedere pur di rientrare in possesso dell'anello della vicina. Il ladro però trova la fede e capisce che c'è sotto qualcosa, così alza la posta.

## Il predestinato
Sandra è divenuta una seguace dei Testimoni di Orion, una specie di setta religiosa. Raimondo ovviamente deride la moglie e si mostra molto cinico anche con i Testimoni, che però riconoscono in lui "il predestinato", cioè il nuovo profeta della loro setta. Raimondo inizialmente è scettico, ma i Testimoni cercano di convincerlo mostrandogli che i suoi insulti possono essere tradotti in numeri da giocare al lotto e che questi numeri portano a delle ingenti vincite. Sandra e la tata ben presto si fanno prendere la mano e si giocano grosse somme di denaro, ma anche Raimondo poco a poco si convince.

## La cartomante
Su consiglio di un'amica Sandra contatta Magdalena, una cartomante molto brava, chiedendole consiglio sulla sua vita. Raimondo non crede che la donna sia davvero una veggente, ma quando scopre che Kate è molto attratta dalla divinazione, cerca di rigirare la situazione a suo vantaggio convincendo Sandra a organizzare un party in casa loro e invitando come ospite d'eccezione la maga Sirte, una cialtrona che dietro pagamento è disposta a spingere Kate fra le sue braccia.

## Lo stress emotivo
Sandra mostra a Raimondo un articolo su una rivista dove si dice che lo stress emotivo causato dai problemi coniugali fa aumentare i livelli di cortisolo, un ormone molto dannoso per la salute. Raimondo allora coglie la palla al balzo e fa sottoporre la moglie a un attento esame clinico per poi falsificarne i risultati in modo da farle credere che la loro convivenza le sta provocando gravi problemi. Come soluzione, Raimondo propone alla moglie di allontanarsi da casa per qualche tempo e la convince a chiedere a Kate di prestarle il suo appartamento in modo che la ragazza conviva con lui.

## La reliquia
Raimondo viene contattato da un signore che si occupa della compravendita di oggetti appartenenti a personaggi famosi. Inizialmente questi compra alcune magliette del signor Vianello, ma poi, vista la curiosità dell'uomo, gli propone di acquistare la casacca del grande campione di calcio Pirassi. Raimondo sborsa una grossa cifra per comprare la maglietta, ancora sporca e intrisa del sudore del vecchio atleta; la tata però, ignara di tutto, la mette in lavatrice facendole perdere tutto il suo valore. Sandra, per impedire il licenziamento della tata, la convince a indossare la maglia e a sporcarla in modo da ingannare il marito, ma quando arriva la notizia della morte di Pirassi, Raimondo viene contattato da un ricchissimo collezionista che vuole comprare la reliquia ed è necessario un test del DNA.

## Cin cin
Conoscendo l'attrazione di Raimondo verso Kate, Sandra vuole accertarsi del fatto che suo marito non la tradirebbe mai, così chiede alla ragazza di corteggiarlo per vedere fino a che punto lui si spinge. Per concedere loro la massima libertà, Sandra convince il marito a iscriversi al corso per sommelier seguito da Kate, ma le due donne restano molto stupite quando vedono che Raimondo non cerca alcun approccio. In realtà l'uomo ha scoperto il piano e ha deciso di concentrare le sue attenzioni sulla bella Lucia, un'amica di Kate che segue il corso.

## Otto ore di sonno
Un promoter contatta Raimondo per proporgli di investire una certa somma di denaro in una squadra di calcio femminile. Vianello si lascia convincere e quando l'operazione si rivela fruttuosa, invita a casa il promoter e due calciatrici per festeggiare; tuttavia deve sbarazzarsi di Sandra, che ha organizzato un incontro con i condomini, così le somministra un potente anestetico che lascia addormentati per otto ore. Quello che Raimondo non immagina è che il promoter sia in realtà un truffatore.

## Un matrimonio speciale
Giovanna, una cara amica di Sandra, le comunica che sua figlia Marina e il fidanzato Filippo vogliono lei e Raimondo come testimoni di nozze. Sandra, esaltata dalla notizia, accetta ed è disposta a cedere anche alle bizzarre richieste degli sposi che intendono festeggiare in casa dei Vianello e organizzare un matrimonio in maschera, a tema Far West. Raimondo però è molto infastidito dall'evento, soprattutto quando scopre che si sovrappone a un impegno a cui tiene molto: la finale di un torneo di tennis contro un suo acerrimo rivale. Sandra, pur di conciliare la situazione, chiede di spostare il match in modo che Raimondo possa prendere parte al matrimonio, ma non ottiene una risposta positiva. Nonostante ciò, decide comunque di mentire al marito dicendogli che il torneo è stato posticipato.

## Amore ed elettronica
Ugo, un amico dei Vianello esperto di elettronica, propone a Sandra una microspia da apporre nell'orologio del marito per controllare i suoi incontri con Kate. Per tranquillizzarsi definitivamente, Sandra regala alla ragazza una collana contenente un altro dispositivo uguale in modo che quando le due microspie si trovano vicine per più di trenta secondi, lei venga avvisata da un allarme. Raimondo riesce a scoprire il complotto grazie all'aiuto di Nicola, così nasconde l'orologio in cucina per poi recarsi a un incontro con Kate; la tata però, ignara di tutto, trova l'orologio e lo ripone nella giacca di Raimondo a sua insaputa.

## Nonno Raimondo
Maria, un'amica della tata, si reca a sfogarsi da lei dopo un litigio con il marito e porta con sé il figlio Gigi. Il bambino, estremamente vivace, viene affidato alle cure di Raimondo mentre la tata e Sandra cercano di far riconciliare i suoi genitori. Raimondo però si assopisce sul divano e Gigi mette sottosopra la cucina in cerca di cibo, per poi addormentarsi sul pavimento. Risvegliatosi, Raimondo constata che un violento temporale ha fatto saltare la luce e poco dopo riceve la visita di Kate che gli chiede di aiutarla a far rientrare la sua amica Tania, rimasta chiusa fuori sul balcone. Raimondo si precipita ad aiutare la ragazza, lasciando da solo Gigi per qualche minuto, ma Sandra e la tata tornano insieme ai genitori del bambino proprio durante la sua assenza.

## L'uomo coraggioso
Durante un'asta di beneficenza a cui è presente, Sandra è testimone di una rapina così viene interrogata dalla polizia. Raimondo la convince a collaborare attivamente con la giustizia in modo da trovare al più presto il colpevole, così il commissario, colpito dal coraggio dell'uomo, lo convince a fare da esca per catturare il ladro. Sandra però dubita del reale coraggio del marito e lo fa presente al commissario.

## La più bella dei Caraibi
Raimondo viene contattato per presentare un noto concorso di bellezza, "La più bella dei Caraibi". Per ottenere definitivamente l'ingaggio però, deve sottostare a un colloquio con il direttore dell'emittente che trasmette il concorso. Nel frattempo la tata si mette in contatto telefonico con una coppia di veggenti che in realtà sono dei truffatori.